# Schwere Panzerabteilung 505
Lo schwere Panzerabteilung 505, comunemente abbreviato in s.Pz.Abt. 505 fu una delle prime e principali unità corazzate d'elite delle Wehrmacht, e venne impegnata su diversi fronti come forza di pronto intervento.
Il battaglione fu l'ultimo organizzato con il vecchio ordinamento, comprendente quindi 20 Panzer VI Tiger I e 25 Panzer III, e venne istituito nel febbraio 1943. Tra il 29 e il 30 aprile dello stesso anno venne destinato al fronte orientale, sotto il comando diretto del Gruppo d'armate Centro, e fino all'inizio di giugno non prese parte a nessun combattimento, dato che venne equipaggiato con altri 11 Tiger.
Questa riorganizzazione venne intrapresa proprio per rendere pienamente operativa l'unità che venne assegnata alla 9. armata del Generalfeldmarschall Model durante l'Operazione Zitadelle. All'inizio della più grande battaglia tra carri della storia, il battaglione poteva contare su 31 Tiger  e al termine degli scontri, nel luglio 1943, aveva perduto solo sei carri.
Trasferito successivamente nell'area di Smolensk, vi rimase per tutto il 1944, quando a settembre dopo aver ricevuto i nuovi Panzer VI Tiger II, venne impegnata insieme alla 24. Panzer-Division e alla 25. Panzer-Division nel tentativo di arginare l'offensiva dell'Armata Rossa nella testa di ponte di Narev.
Il battaglione combatté gli ultimi mesi di guerra nella Prussia orientale.

## Comandanti
- Major Bernhard Sauvant (febbraio 1943 - agosto 1943)
- Hauptmann von Karlowitz (agosto 1943 - settembre 1943)
- Hauptmann Werner Freiherr von Beschwitz (settembre 1943 - novembre 1944)
- Major Senfft von Pilsach (novembre 1944 - aprile 1945)